# رود توشکان
رود توشکان (به لاتین: Toshkan River) یک رود در قرقیزستان و چین است.